# Halone flavinigra
Halone flavinigra là một loài bướm đêm thuộc phân họ Arctiinae, họ Erebidae.